# N’Diaye Ramatoulaye Diallo
N’Diaye Ramatoulaye Diallo est une femme politique et d'affaires malienne. Elle fait son apparition sur la scène politique malienne en 2013 lors de la campagne présidentielle d'Ibrahim Boubacar Keïta dont elle est la directrice adjointe de campagne. 
Elle est la fille de la femme politique Diallo Lalla Sy. 
Elle fut ministre de la Culture de 2014 à 2020 ,.

## Formation
Après son baccalauréat en 1993, elle obtient en 1996 le diplôme international de Bachelor of Arts Communication and Marketing de la Barry University de Miami et en 1998 le Master en Marketing et publicité de la Columbus University. Elle est également titulaire d’un 3e cycle professionnel en management stratégique et intelligence économique de l’École de Guerre Économique de Paris.

## Carrière politique
N’Diaye Ramatoulaye Diallo apparait sur la scène politique lors de la campagne présidentielle pout l'élection présidentielle de 2013 en tant que directrice adjointe de campagne du président Ibrahim Boubacar Keïta, elle est par ailleurs membre du Bureau politique national du parti présidentiel dénommé rassemblement pour le Mali . 
Elle fait son entrée au gouvernement, le 11 avril 2014, comme ministre de la Culture, poste qu'elle occupe jusqu'au 7 juillet 2020. Elle a notamment œuvré pour la renaissance des festivals au Mali. 

## Autres activités
N’Diaye Ramatoulaye Diallo était directrice d'une agence de communication, depuis 1998, jusqu’à son entrée au gouvernement en 2014. De 2009 à 2011 elle gère une société de vente de produits et équipements médicaux qu'elle à créé.
Écrivaine, elle est l’auteur du livre « Enjeux géoéconomiques et stratégiques dans la bande sahélo-saharienne ». 
Elle a aussi dispensé des cours d’intelligence économique dans plusieurs instituts supérieurs privés. 
Elle est mariée et mère de quatre enfants.

## Récompense et décorations
Officier de l’Ordre National du Mali, Commandeur de l’Ordre national du Mérite (France)